# 千花有黄
千花 有黄（ちはな ゆき、2月12日 - ）は、日本の女性演歌歌手である。所属事務所はM・S・E。

## 略歴
福岡県出身。高校卒業後に舞台芸術学院演劇科夜間部・文学座付属研究所で演劇を学ぶ。演歌歌手に転身し11年間活動。2年の充電期間を経て、2005年に千花有黄として再デビュー。2012年には第48回日本クラウンヒット賞敢闘賞を受賞した。

## 人物
特技は、芝居・朗読・ナレーション。食べ歩きや旧跡めぐりなどの散歩、芸術鑑賞、ギター・ピアノ演奏（初心者）を趣味としている。空手初段。調理師免許取得(2023年度)。長所は人付き合いの良さ・チャレンジ精神。

## 音楽

### シングル
| #        | 発売日      | タイトル                            | 作詞       | 作曲     | 編曲     |
| 2000年代 | 2000年代    | 2000年代                            | 2000年代   | 2000年代 | 2000年代 |
| -------- | ----------- | ----------------------------------- | ---------- | -------- | -------- |
| 1        | 2005年 6月  | ある黄昏/独りごと                   | 松原史明   | 杉本眞人 | 千代正行 |
| 2        | 2007年 10月 | 帰郷/交差点                         | 松原史明   | 杉本眞人 | 矢野立美 |
| 3        | 2009年 4月  | あなたがいたから/さくら草           | 下地亜記子 | 聖川清   | 若草恵   |
| 2010年代 |             |                                     |            |          |          |
| 4        | 2011年 7月  | 北斗の愛/愛の贈り物                 | 上田紅葉   | つんく♂  | 湯浅公一 |
| 5        | 2013年 4月  | こんな女でごめんなさい/女のくすり指 | 田久保真見 | 弦哲也   | 川村栄二 |
| 6        | 2015年 2月  | 名前はリラ・・・/雨の記憶           | 円香乃     | 岡千秋   | 矢野立美 |
| 7        | 2018年 3月  | 涙街ブルース/リラを知ってるかい     | かず翼     | 岡千秋   | 矢野立美 |
| 2020年代 |             |                                     |            |          |          |
| 8        | 2021年 9月  | 涙を抱きしめて/センチメンタル横浜   | かず翼     | 岡千秋   | 猪股義周 |
| 9        | 2024年 4月  | 夜明けのチェロ/レミ/百花唱          | 朝比奈京子 | 徳久広司 | 矢田部正 |

### アルバム
| # | 発売日     | タイトル               |
| - | ---------- | ---------------------- |
| 1 | 2016年 2月 | 千花有黄ベストアルバム |

## メディア

### オリジナル番組
テレビ
- テレビ埼玉 「小桜舞子と千花有黄の微笑み歌謡曲」（2012年2月～2013年7月）
- 千葉テレビ「ミュージックシャワー」にて「千花有黄の日本夢紀行」のコーナーを担当（2020年10月〜）
- テレビ埼玉「からナビ歌謡曲」岩本公美・千花有黄（2022年10月〜2024年3月）
- BS12「三沢あけみのお茶会歌謡界」レギュラー出演（2024年4月〜）
- BS12「歌謡サテライト～湯原昌幸と共に」レギュラー出演[5]（2024年10月〜）

ラジオ
- 文化放送「千花有黄のつれづれ散歩道」（2005年10月～2013年9月）
- アール・エフ・ラジオ日本「千花有黄の道いろいろ」（2018年～2020年12月）
- 飛騨高山テレ・エフエム「水野浩二のメモリアルミュージック」（2022年10月～）

### 音楽番組
- OTTAVAラジオ「OTTAVA saloneワンダフル!LAB～ガン探知犬」マンスリー（2018年5月～）- ジャーナルにコンシェルジュとして生出演中
- ローカル線歌の旅「歌うセールスマン」（2018年7月～2018年12月）- 千葉テレビ、とちぎテレビ、岐阜放送、あいテレビ、KBS京都、スカパー!歌謡ポップスチャンネルで放送

- ラジオ日本「千花有黄の道いろいろ」（2018年10月～）

### CM
- 「京都祇園堂」（2018年6月〜）

## コンサート
2011年
- つれづれ散歩道がやってきたコンサート - 文化放送メディアプラスホール
- ひとりじゃないみんなで歩こうコンサート - 文化放送メディアプラスホール

2012年
- 桶川市民ホール
- 文京シビックホール
- つれづれ散歩道コンサート - 文化放送メディアプラスホール

2013年
- 大宮ソニックホール
- 柏京北ホール
- 文京シビックホール
- 川崎ラゾーナ
- 文化放送メディアプラスホール

2014年
- ジョイントコンサート/鴻巣シネマ
- 文京シビックホール
- ディナーショー/ガーデンパレスホテル

2015年
- 名前はリラ・・・新曲発表会/京王プラザホテル
- 千花有黄・平浩二　ジョイントコンサート/鴻巣シネマ
- 千花有黄ディナーショー/龍ヶ崎しゃりま
- サマーディナーショー/ライブレストラン青山
- 千花有黄・松島アキラ　ジョイントコンサート/錦糸町ヒューズボックス

2016年
- ベストアルバム発売記念ディナーショー/東京ガーデンパレスホテル
- 千花有黄コンサート/ライブレストラン青山
- 千花有黄コンサート/文京シビックホール

2017年
- 千花有黄ディナーショー/東京ガーデンパレスホテル
- 納涼ライブ/日本橋匠上室町本家
- 浅草20世紀公演 浅草木馬亭/ゲスト出演
- 千花有黄秋の祭典デイナーショー/大分県中津ヴィラルーチェ
- 千花有黄年末ライブディナーショー/日暮里ラングウッドホテル

2018年
- 千花有黄オンステージ/サンフランシスコ・カブキホテル
- 新曲・涙街ブルース発表会ディナーショー/日暮里ラングウッドホテル
- 新曲・涙街ブルース発表会ディナーショー/大宮ラフォーレ清水園
- 千花有黄サマーライブディナーショー/日暮里ラングウッドホテル
- 千花有黄ディナーショー/茨城県古河ホテル山水
- 千花有黄ありがとうコンサートの夕べ/大分県中津ヴィラルーチェ

2023年
- 憧れのちあきなおみを歌うメモリアルステージ　マリーグラン赤坂

2024年
- 千花有黄新曲記念ライブ　アーク日暮里ラングウットホテル

他にも養護施設などでの慰労コンサートやSR主催のお祭りにゲスト出演